# Asuni
Asuni (sardinski: Asùni) je grad i općina (comune) u pokrajini Oristanu u regiji Sardiniji, Italija. Nalazi se na nadmorskoj visini od 233 metra i ima 345 stanovnika.
 Prostire se na 21,34 km2. Gustoća naseljenosti je 16 st/km2.
Susjedne općine su: Laconi, Ruinas, Samugheo, Senis i Villa Sant'Antonio.